# Hanam
Hanam je město v Jižní Koreji. Nachází se v severozápadní části území v provincii Kjonggi východně od hlavního města Soulu. Je součástí aglomerace Soulu – tzv. Velký Soul. Nedaleko se mohlo nacházet staré hlavní město království Pekče – Ürjesong.
Hanam hraničí se Soulem samotným i s několika jinými městy v aglomeraci Soulu – Namjangdžu, Kwangdžu a Songnamem. V roce 2009 oznámila města Songnam a Hanam úmysl se sloučit.